# عويسبة ألنية
عويسبة ألنية (الاسم العلمي:Eristalis alleni) هي نوع من الحشرات تتبع جنس العويسبة من فصيلة السرفات.